# Gert Bär
Gert Bär (* 13. September 1946 in Heringen) ist ein deutscher Mathematiker.

## Leben
Bär studierte von 1965 bis 1971 an der TU Dresden und war anschließend in Dresden und an der TU Karl-Marx-Stadt als Assistent tätig. Er schrieb seine Dissertation 1969 an der TU Dresden und promovierte an dieser im Jahre 1972. Daraufhin arbeitete er von 1975 bis 1977 an der TU Chemnitz und von 1977 bis 1985 als Assistenz-Professor und habilitierte sich 1984 – die Promotion B wurde 1991 in eine Habilitation umgewandelt. Im Jahr 1985 wurde er zum außerordentlichen Professor und 1992 zum ordentlichen Professor für Geometrie/Kinematik an der TU Dresden ernannt.
Neben der Mathematik beschäftigt sich Gert Bär auch mit der Malerei und hat einige auf mathematischen Phänomenen basierende Kunstwerke veröffentlicht und ausgestellt.

## Wirken
Bärs Forschungsschwerpunkte sind die Geometrie und ihre Anwendungen, computergestütztes geometrisches Design, computergestützte Grafiken und Visualisierungen sowie Kinematik und Robotik. Er veröffentlichte bisher unter anderem folgende Schriften:
- 1972: Zur Verzahnungstheorie der Schneckengetriebe (Diss.)
- 1977: Parametrische Interpolation empirischer Raumkurven (Aufsatz)
- 1985: Konstruktion Dupinscher Indikatrizen berührender Schraub- und Drehflächen (Aufsatz)
- 1996: Geometrie: Eine Einführung für Ingenieure und Naturwissenschaftler (2. Auflage 2001)